# Język seto
Język seto – język (bądź dialekt) z podgrupy języków bałtycko-fińskich, w grupie fińskiej zaliczanej do języków ugrofińskich.
Bywa uważany za dialekt võro (określanego też jako võro-seto), ale wielu jego użytkowników deklaruje osobną tożsamość językową. Jest zbliżony do wschodniej odmiany võro.

## Historia
Setu to grupa etniczna licząca około 5 tys. osób, zamieszkujących pogranicze południowo-wschodniej Estonii oraz okolice Pskowa w Rosji. W Estonii nie są uznawani za mniejszość etniczną, a ich język jest uważany za dialekt języka estońskiego. W Rosji natomiast znajdują się na liście rdzennych narodów Rosji. O ile na przełomie XIX i XX wieku prowadzono badania i interesowano się kulturą Setu, to w okresie międzywojennym, już w Republice Estońskiej, poddawano ich estonizacji. O ile język ze względu na istnienie podobieństw łączy Setu z Estonią (ich język nie uległ jednak tak jak estoński wpływom fińskim i skandynawskim), to religia i tradycja łączy ich z Rosją. Należą oni do Estońskiego Kościoła Prawosławnego, który podlega patriarsze w Konstantynopolu. Obecnie większość osób identyfikujących się jako Seto nie uczęszcza do kościoła, tymczasem religia i symbole religijne są ważne dla budowania tożsamości narodowej. Jedna z koncepcji zakłada, że początek chrystianizacji Seto przez rosyjską cerkiew prawosławną nastąpił w X–XIII wieku, a po wybudowaniu monastyru w Peczorze w XV wieku do kościoła należała już większość Seto. Religia stała się częścią codziennego życia. W tradycyjnym setuskim domu musiał być tzw. święty kąt ze świecą i świętą ikoną. Język seto zaczęto wprowadzać do liturgii na przełomie XVIII/XIX wieku. 

## Piśmiennictwo
Język seto do początku XX wieku był językiem mówionym. Ponieważ do 1918 roku tereny zamieszkiwane przez Seto należały do Rosji, początkowo do transkrypcji języka seto była używana cyrylica. Obecnie jest używany alfabet estoński (bazujący na piśmie łacińskim). Na przełomie XIX i XX wieku pojawiły się pierwsze książki w języku seto, wydano m.in. 4 Ewangelie. Nie zostały jednak opracowane zasady pisowni. Prace nad nimi trwały do końca XX wieku. Obecnie język seto jest używany w mediach społecznościowych, dokumentach lokalnych, a w szkołach na terenie Meremäe, Misso, Mikitamäe są prowadzone zajęcia pozalekcyjne w tym języku. Powstają też strony internetowe w seto, a na portalu YouTube można posłuchać tradycyjnej muzyki, pieśni leelo, które zostały wpisane na listę światowego dziedzictwa UNESCO.
Od 1995 roku wydawane jest także setuskojęzyczne czasopismo „Setomaa”.
W 2010 roku powstał Instytut Seto, który oprócz badań nad kulturą zajmuje się publikacją książek w języku seto. Powstało również wydawnictwo Seto KIri, które publikuje książki, kalendarze i inne wydawnictwa w języku seto. Między innymi wydało: w 2017 roku Małego Księcia A. de Saint Exupéry’ego i epos „Peko” oraz w 2018 roku zbiór dokumentów Republiki Estońskiej w języku seto z Deklaracją Niepodległości i Konstytucją.
Pomocą w uczeniu dzieci języka i kultury jest wydany w 2011 roku elementarz Seto (Seto aabits). Powstał on dzięki wsparciu Programu Kulturalnego Setomaa i Fundacji Kultury Estonii. Autorami są Aare Hõrn, Kauksi Ülle, Terje Lillmaa, Nele Reiman i Evar Riitsaar, a ilustracje wykonał pochodzący z Setomaa Toomas Kuusing.

## Badania naukowe
W latach 1904–1907 fiński folklorysta Jakob Hurt opublikował trzy tomy zebranych podczas podróży do Setomaa pieśni ludu Seto, którym nadał tytuł Setukeste laulud. Na początku XX wieku badania terenowe prowadził Armas Otto Väisänen, który w latach 1912–1923 nie tylko zapisywał teksty, ale również nagrał je na gramofonie. Jego rola w procesie zachowania dziedzictwa kulturowego Seto była kluczowa. Przez lata był to bowiem tylko język mówiony. W latach 1998–2000 studenci i pracownicy Instytutu Etnologii i Antropologii Kulturowej UW prowadzili w Setomaa badania terenowe skupione m.in. na języku setuskim i jego roli w podtrzymywaniu tradycji i tożsamości narodowej.

## Film

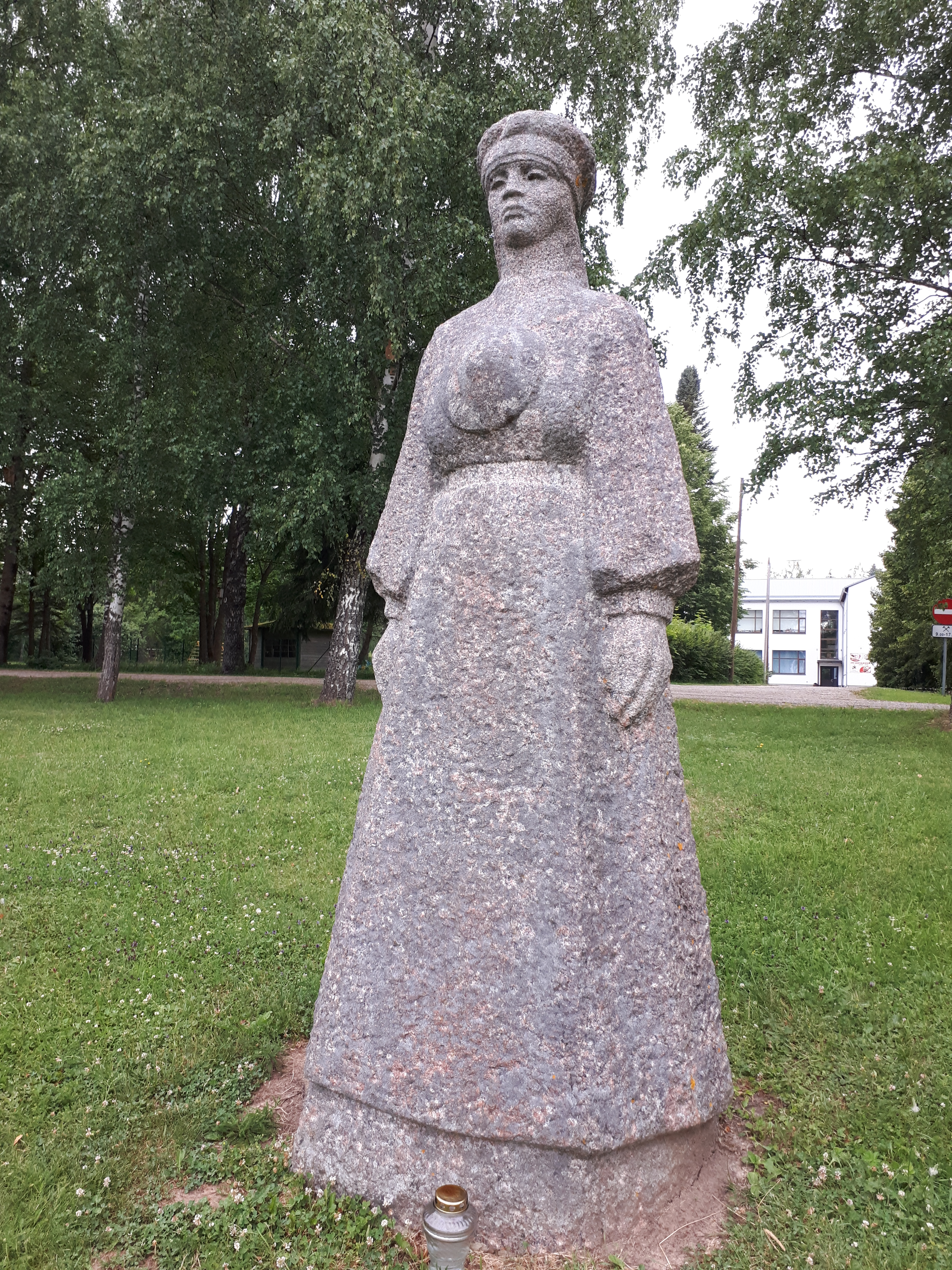
Pomnik Hilany Taarki w Obinitsa

W 2008 roku powstał pierwszy film Taarka w języku seto. Opowiada on historię tytułowej Taarki, czyli Hilany Taarki i został zrealizowany na podstawie sztuki z 2004 roku w języku seto autorstwa Kauksi Ülle. Reżyserem filmu był Ain Mäeots.

## Pieśni leelo
Seto długo byli niepiśmienni, a pamięć historyczno-społeczna zachowywana była dzięki tradycji mówionej. Nie posyłali oni dzieci do szkół estońskich, które były luterańskie. Najbardziej archaiczną odmianę języka seto można usłyszeć w pieśniach leelo. W tej aliteracyjnej pieśni ludowej, chór powtarza słowa podawane przez improwizującego pieśniarza. Najlepsi z nich otrzymywali tytuł Matki pieśni Seto za wyśpiewanie 1000 do 2000 rymów. W 2009 roku pieśni zostały wpisane na listę światowego dziedzictwa UNESCO.